# 미하엘라 폴레레스
미하엘라 폴레레스(독일어: Michaela Polleres, 1997년 7월 15일~)는 오스트리아의 유도 선수이다. 2020년 하계 올림픽 여자 미들급 은메달, 2024년 하계 올림픽 여자 미들급 동메달을 획득했고 2021년과 2023년 세계 선수권 대회에서 미들급 동메달을 획득했다.

## 수상
- IJF 그랜드 슬램: 금 3, 동: 4
- IJF 그랑프리: 금 2, 동: 4
- 유도 월드 마스터스: 금1, 동: 1